# Zack Baun
Zack Baun (Brown Deer, 30 dicembre 1996) è un giocatore di football americano statunitense che milita nel ruolo di linebacker per i Philadelphia Eagles della National Football League (NFL).

## Carriera

### New Orleans Saints
Baun al college giocò a football a Wisconsin dal 2016 al 2019. Fu scelto nel corso del terzo giro (74º assoluto) del Draft NFL 2020 dai New Orleans Saints. Nella sua stagione da rookie disputò 15 partite, di cui 3 come titolare, mettendo a segno 12 tackle.

### Philadelphia Eagles
Il 13 marzo 2024 Baun firmò un contratto di un anno con i Philadelphia Eagles. Nella prima partita con la nuova maglia guidò la squadra con 13 placcaggi e due sack nella vittoria sui Green Bay Packers per 34-29 alla Corinthias Arena di San Paolo, in Brasile. Nel decimo turno fu premiato come miglior difensore della NFC della settimana per la sua prestazione nella vittoria contro i Dallas Cowboys in cui guidò la squadra con 8 placcaggi, oltre a 2 fumble forzati, di cui uno recuperato. A fine stagione fu convocato per il suo primo Pro Bowl e inserito nel First-team All-Pro dopo essersi classificato sesto nella NFL con 151 tackle e secondo con 5 fumble forzati.
Il 5 marzo 2025 Baun firmó con gli Eagles un nuovo contratto triennale del valore di 51 milioni di dollari, inclusi 34 milioni garantiti.

## Palmarès

### Franchigia
- Super Bowl : 1

Philadelphia Eagles: LIX
- National Football Conference Championship: 1

Philadelphia Eagles: 2024

### Individuale
- Convocazioni al Pro Bowl: 1

2024
- First-team All-Pro: 1

2024
- Difensore della NFC della settimana: 1

10ª del 2024